# 古市泰宏
古市 泰宏（ふるいち やすひろ、1940年12月18日 - 2022年10月8日）は、日本の分子生物学者。学位は、薬学博士（東京大学・1970年）。新潟薬科大学客員教授。mRNAの研究で知られる科学者。

## 来歴
日本統治時代の朝鮮・城津（現在の朝鮮民主主義人民共和国咸鏡北道金策市）に生まれる。日本が降伏すると、祖父の出身地である富山市に引き揚げる。
1959年富山県立富山中部高等学校卒業、1963年富山大学薬学部卒業、1969年に東京大学大学院薬学系研究科博士課程修了、薬学博士号取得。同年から国立遺伝学研究所に在籍。
1974年アメリカ合衆国ニュージャージー州のロシュ分子生物学研究所に留学。
1975年、mRNAに「キャップ」という構造を発見した。mRNAワクチンにはこの構造が用いられている。
2007年から新潟薬科大学客員教授。
2021年には、日本医療研究開発大賞文部科学大臣賞を受賞。
コロナ禍の2022年4月に日本国際賞の授賞式と記者会見のために来日したカリコー・カタリン(2023年ノーベル生理学医学賞)の授賞式に先立った、駐日ハンガリー大使館で開催された集会で駐日ハンガリー大使と共に祝福した。
2022年10月8日、神奈川県鎌倉市の自宅で死去。81歳没。